# Pat Nixon
Pat Nixon, właśc. Thelma Catherine Ryan Nixon (ur. 16 marca 1912 w Ely, zm. 22 czerwca 1993 w Park Ridge) – w latach 1953–1961 druga, a od 1969 do 1974 pierwsza dama Stanów Zjednoczonych, żona 37. prezydenta USA Richarda Nixona.

## Życiorys
Thelma Ryan urodziła się 16 marca 1912 roku w Ely, jako córka górnika Williama Ryana i jego żony Kate Halberstadt. Jej ojciec o narodzinach córki dowiedział się dopiero następnego dnia, tj. 17 marca – dzień św. Patryka. Z tego też powodu, zawsze nazywał ją „Pat”. W 1914 roku William Ryan zrezygnował z pracy w kopalni, ze względu na słabe zdrowie i przeniósł się na farmę w Artesii. Thelma od wczesnego dzieciństwa pomagała w pracy wraz z dwoma starszymi braćmi, a od 1925 roku – kiedy zmarła jej matka – prowadziła także dom. W 1929 roku zmarł także jej ojciec. Pat zajmując się domem, jednocześnie uczęszczała do Excelsior High School w Norwalk. Po jej ukończeniu pracowała dorywczo i chodziła na wykłady w Fullerton Junior College.
W 1930 roku wyjechała do Nowego Jorku, gdzie pracowała w szpitalu Seton, opiekując się pacjentami z dolegliwościami płucnymi. Cztery lata później, mając odłożone nieco pieniędzy, powróciła do Kalifornii, gdzie zamieszkała ze swoimi braćmi i rozpoczęła studiowanie handlu w University of Southern California. Jednocześnie pracowała w centrali telefonicznej, gabinecie dentystycznym, a także jako statystka w filmach. Studia ukończyła w 1937 roku i podjęła pracę w szkole w Whittier. Angażowała się wówczas w życie kulturalne, występując w spektaklach. Przy okazji jednego z występów poznała swojego przyszłego męża, Richarda Nixona.
Nixon niemal natychmiast zaproponował jej małżeństwo, lecz Ryan odrzuciła oświadczyny. Przez następne dwa lata spotykała się z różnymi mężczyznami, ale nie stworzyła trwałego związku. W 1940 Nixon ponownie się oświadczył i tym razem został przyjęty. Ich ślub odbył się 21 czerwca 1940 roku. W podróż poślubną udali się do Meksyku.
W 1941 roku przenieśli się do Waszyngtonu, a następnie do Ottumwy. Zaraz potem, Nixon jako porucznik US Navy, został wysłany na front II wojny światowej. W tym czasie, do 1944 roku Pat pracowała w San Francisco. Zaraz po wojnie, Nixon rozpoczął karierę polityczną. Jego żona wspierała go w kampanii wyborczej do Izby Reprezentantów, choć robiła to niechętnie. Początkowo była przeciwna przyjęciu nominacji wiceprezydenckiej dla męża, jednak ostatecznie ustąpiła. Gdy w 1952 roku Richard został oskarżony o przyjmowanie środków finansowych na kampanię od kalifornijskich biznesmenów, Pat zachęcała go, aby odparł oskarżenia i nie wycofywał się z polityki. Jako druga dama, starała się pozostawać w cieniu męża i skupiła się na prowadzeniu domu i wychowaniu dzieci. Unikała wówczas mediów, ale chętnie podróżowała. Odwiedziła łącznie 52 kraje, wizytując głównie szpitale, sierocińce i szkoły. Po porażce Richarda w wyborach prezydenckich w 1960 roku, Nixonowie zamieszkali w Beverly Hills. Po ośmiu latach, Partia Republikańska ponownie wysunęła Nixona jako kandydata na prezydenta. Po pokonaniu Huberta Humphreya, Nixonowie wprowadzili się do Białego Domu.
Nowa pierwsza dama starała się pełnić swoje obowiązki podobnie, jak w czasach, gdy była drugą damą. Z czasem polubiła nawet nową rolę i chętnie wydawała przyjęcia, czym zaskarbiła sobie sympatię waszyngtońskiej elity. Nadal podróżowała po kraju, zachęcając do udzielania pomocy biednym i niepełnosprawnym. Spośród podróży zagranicznych, jedną z bardziej znaczących była podróż do Azji Południowo-Wschodniej, podczas której odwiedziła Sajgon, w czasie trwania wojny wietnamskiej. Oprócz tego była członkinią oficjalnej delegacji Stanów Zjednoczonych, podczas zaprzysiężenia prezydenta Liberii Williama Tolberta w 1972 roku. Była pierwszą pierwszą damą, która wizytowała inny kraj z oficjalną misją dyplomatyczną. W 1970 roku, pojechała do Peru, z pomocą humanitarną dla ofiar trzęsienia ziemi. Prezydent Juan Velasco Alvarado odznaczył ją za to Wielkim Krzyżem Orderu Słońca.
Przeciwnicy polityczni zarzucali jej sztywność, przez co zyskała wśród nich przydomek „plastikowa Pat”. Podjęła także próbę renowacji Białego Domu i zakupiła kilkaset dzieł sztuki i antycznych mebli, aby zapewnić stosowny wystrój. Po ujawnieniu afery Watergate, uważała, że prezydent nie powinien zrzekać się urzędu. Obarczyła winą współpracownika Nixona, Roberta Haldemana. Przebieg afery, ataki mediów i ostatecznie rezygnacja męża, mocno odbiły się na jej stanie zdrowia.
Po opuszczeniu Białego Domu, Nixonowie przenieśli się do San Clemente. Latem 1976 roku Pat doznała wylewu, po którym była częściowo sparaliżowana i miała kłopoty z mówieniem. Dzięki rehabilitacji powróciła do zdrowia. W 1980 oboje przeprowadzili się do Nowego Jorku, a rok później do Saddle River. Jesienią 1983 roku, była pierwsza dama doznała kolejnego udaru mózgu. Zmarła 22 czerwca 1993 roku w Park Ridge z powodu raka płuc.

## Życie prywatne
Thelma Ryan poślubiła Richarda Nixona 21 czerwca 1940 roku. Mieli dwoje dzieci: Patricię (ur. 21 lutego 1946) i Julie (ur. 5 lipca 1948).
Nixonowie często się kłócili. Po przegranych wyborach na gubernatora Kalifornii w 1962 roku, Thelma rozważała chęć rozwodu, choć ostatecznie odstąpiła od tej decyzji. Miał wówczas nastąpić także rozkład pożycia. Według biografów, ambicje polityczne Richarda sprawiły, że zaniedbywał żonę, co spowodowało, że nie było to udane małżeństwo. Po wyprowadzce z Białego Domu, ponownie zbliżyli się do siebie.

## Odznaczenia
- Wielka Wstęga Orderu Pionierów Liberii[17]
- Krzyż Wielki Orderu Słońca Peru[18]